# سوپر ریل می
| بررسی انتقادی | بررسی انتقادی |
| منبع          | رتبه‌بندی      |
| ------------- | ------------- |
| آل‌میوزیک      | [ ۱ ]         |

سوپر ریل می (انگلیسی: Super Real Me) اولین آلبوم چندآهنگه (ئی‌پی) گروه دخترانه اهل کره جنوبی، آیلیت است که در ۲۵ مارس ۲۰۲۴ توسط بیلیفت لب و وای‌جی پلاس منتشر شد. این آلبوم شامل چهار قطعه از جمله تک‌آهنگ آغازین «مغناطیسی» است. این آلبوم در طی هفتهٔ اول انتشار بیش از ۳۸۰٬۰۰۰ کپی فیزیکی فروخت. تا آخر آوریل، فروش این آلبوم از ۵۰۰٬۰۰۰ کپی گذشت.

## پیش‌زمینه
در ۱۳ فوریه ۲۰۲۴، بیلیفت لب به صورت رسمی تأیید کرد که آیلیت در مارس ۲۰۲۴ فعالیتش را آغاز می‌کند. در ۲۱ فوریه ۲۰۲۴، این ناشر تأیید کرد که آیلیت با انتشار یک آلبوم چندآهنگه که رئیس هایب، بانگ شی هیوک نیز به عنوان تهیه‌کننده در آن حضور دارد، فعالیتش را آغاز خواهد کرد. در ۲۶ فوریه ۲۰۲۴، بیلیفت لب اعلام کرد که نام آلبوم چندآهنگه سوپر ریل می است. یک هفته بعد، فهرست قطعات این آلبوم چندآهنگه از طریق حساب‌های فضای مجازی گروه اعلام شد. هشت روز بعد، تیزر هایلایت مِدلی منتشر شد. این آلبوم چندآهنگه به همراه موزیک ویدئوی «مغناطیسی» در ۵ مارس ۲۰۲۴ منتشر شد.

## عملکرد در جدول‌ها
سوپر ریل می در جدول‌های اصلی بیلبورد آمریکا برای ۱۲ هفته متوالی قرار گرفت.

## جدول‌های موسیقی
| جدول (۲۰۲۴)                           | بالاترین جایگاه |
| ------------------------------------- | --------------- |
| آلبوم‌های یونانی (آی‌اف‌پی‌آی)            | ۴۳              |
| آلبوم‌های ژاپنی (اوریکون)              | ۳               |
| آلبوم‌های ترکیبی ژاپنی (اوریکون)       | ۳               |
| آلبوم‌های داغ ژاپنی (بیلبورد ژاپن)     | ۳               |
| آلبوم‌های کره جنوبی (گائون)            | ۳               |
| آلبوم‌های سوئیسی (جدول موسیقی سوئیس)   | ۹۴              |
| بیلبورد ۲۰۰ ایالات متحده (بیلبورد)    | ۹۳              |
| آلبوم‌های مستقل ایالات متحده (بیلبورد) | ۱۴              |
| آلبوم‌های جهانی ایالات متحده (بیلبورد) | ۲               |

| جدول (۲۰۲۴)                | جایگاه |
| -------------------------- | ------ |
| آابوم‌های ژاپنی (گائون)     | ۱۹     |
| آلبوم‌های کره جنوبی (گائون) | ۶      |

## گواهی‌نامه‌ها
| منطقه                             | گواهی    | واحد گواهی‌شده/فروش |
| --------------------------------- | -------- | ------------------ |
| کره جنوبی (گائون) فیزیکی          | Platinum | ۲۵۰٬۰۰۰^           |
| ^ رقم توزیع تنها بر پایهٔ گواهی‌ها. |          |                    |

## تاریخچه انتشار
| منطقه     | تاریخ        | فرمت                  | ناشر                 |
| --------- | ------------ | --------------------- | -------------------- |
| مختلف     | ۲۵ مارس ۲۰۲۴ | دانلود دیجیتال استریم | بیلیفت لب وای‌جی پلاس |
| کره جنوبی | ۲۵ مارس ۲۰۲۴ | سی‌دی                  | بیلیفت لب وای‌جی پلاس |